# CERN
CERN, Європе́йська організація з я́дерних дослі́джень (фр. Conseil Européen pour la Recherche Nucléaire) — міжнародний дослідницький центр європейської спільноти, найбільша у світі лабораторія фізики високих енергій.

## Загальна інформація
Розташований на захід від Женеви, на кордоні між Францією і Швейцарією, біля підніжжя гірського масиву Юра. Місцеві геологічні та сейсмічні умови дають змогу без побоювань будувати тут прискорювачі елементарних частинок. В Україні французький акронім часто вимовляють як «ЦЕРН».

## Історія створення
Ідея заснування CERN належить французькому фізику Луї де Бройлю. 1949 року на Європейській конференції з культури (Лозанна, Швейцарія) він запропонував створити міжнародну організацію для здійснення наукових досліджень:
Наша увага зосереджена на створенні нової міжнародної організації для проведення науково-дослідницьких робіт, що виходять за межі національних програм. Ця організація могла б узяти на себе виконання таких завдань, обсяг і суть яких не під силу жодному національному інститутові… Окрім того, заснування наукового центру буде символом об'єднання інтелектуальних сил Європи.
Ідею де Бройля підтримали європейські уряди — зруйнована війною Європа не мала іншої можливості зберегти фундаментальну науку, розпочати дуже дорогі ядерні дослідження й особливо дослідження в галузі фізики елементарних частинок високих енергій. 
Після Другої світової війни всі уряди були зацікавлені в подальшому вивченні потенціалу енергії атома, незалежно від того, чи розглядається вона як новий енергетичний ресурс для суспільства, чи як зброя, щоб знеохотити ворогів. Норвегія та Швеція, як і багато інших малих країн, планували виробляти ядерну зброю. Норвегія відмовилася від такого плану після вступу до НАТО. У Швеції, яка вирішила дотримуватися нейтралітету, прем'єр-міністр Таге Ерландер пішов на компроміс: Швеція продовжуватиме дослідження ядерної енергії для цивільних цілей і можливого використання технології для виробництва зброї на основі шведського урану, офіційно назване «дослідженням захисту».
У скандинавському регіоні кілька урядів заснували «атомні комітети» з представників урядів, промисловості й національних вчених (Швеція в 1945 році, Норвегія в 1947 році, Данія в 1955 році), щоб дослідити свої можливості. У Європі жодна країна, крім Великої Британії, не мала економічних та
технічних можливостей будувати великі прискорювачі частинок. Виклика́в занепокоєння той факт, що під час і після війни багато європейських фізиків виїхали до США, де дослідницьке обладнання й платня були набагато кращі, ніж в Європі. Ці факти утвердили в думці, що тільки кілька західноєвропейських країн можуть створити спільну дослідницьку організацію, здатну ефективно працювати для вирішення спільної проблеми.
1952 року Європейську організацію з ядерних досліджень де-факто створено. Було прийняте рішення побудувати та запустити спільний європейський потужний прискорювач. Проблемним стало рішення щодо географічного розташування цього проєкту. Як засвідчив Стефан Розенталь, це не могла бути одна з великих країн, і вибір остаточно стояв між Данією, Нідерландами і Швейцарію. Нільс Бор, Ганс Крамерс за підтримки Норвегії та Швеції виступали за розміщення в Копенгагені. Інші країни вважали небезпечним розміщувати CERN у Данії, оскільки в разі конфлікту Радянський Союз може окупувати Данію і використати потужний прискорювач. Франція наполягала на тому, щоб CERN був розміщений на франкомовному середовищі і, врешті, у жовтні 1952 року на засіданні CERN  було остаточно обрано локацію - Женеву.
Офіційним днем народження CERN вважають 29 вересня 1954 року, коли 12 країн-учасниць ратифікували угоду про її заснування.

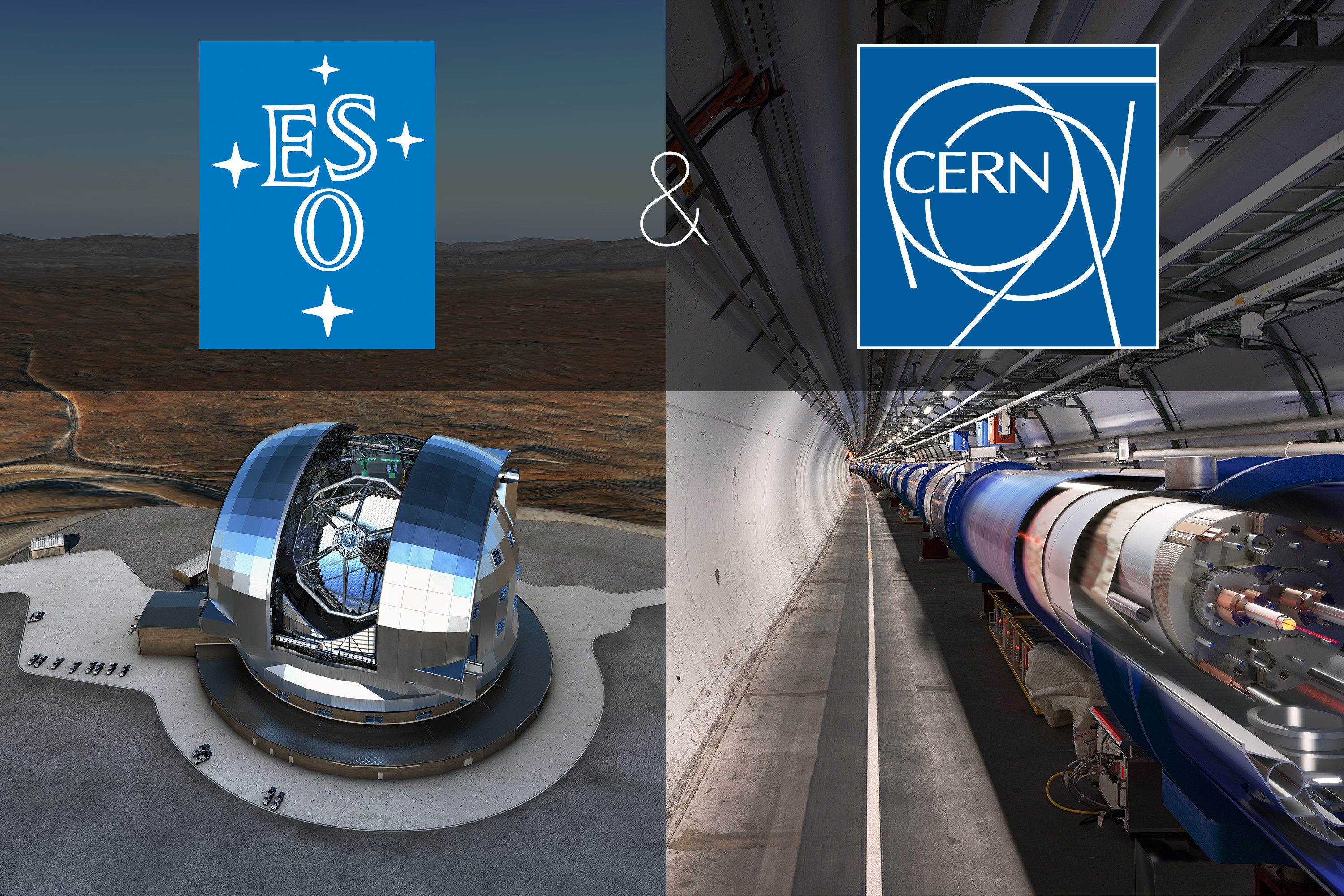
ESO і CERN мають угоду про співробітництво

## Діяльність
Сьогодні на експериментальному обладнанні CERN працює близько 12 000 дослідників, представників 80 народів світу з 500 наукових центрів і університетів — це половина всіх фізиків — дослідників мікросвіту.
CERN має у своєму розпорядженні цілу низку прискорювачів заряджених частинок, найбільший із яких (Великий адронний колайдер, LHC) був запущених впродовж 2008—2010 років. На початок 2019 року науковці працювали над ще більшою установкою — Майбутнім кільцевим колайдером.
CERN зробив суттєвий вклад у розвиток інформатики. У ньому зародилася технологія всесвітньої павутини (www) і було створено протокол HTTP. Також, CERN був одним із піонерів із розробки сенсорних екранів: ще у 1970-х роках з їх допомогою здійснювався контроль за прискорювачами. CERN також проводить дослідження з медичної фізики, виробляє радіоізотопи для лікування онкологічних захворювань та консультує спорудження нових центрів радіотерапії в Європі.
CERN пропонує різноманітні навчальні програми для всіх охочих. Існують міжнародні програми підвищення кваліфікації шкільних вчителів, літні програми для студентів (фізиків, інженерів, комп'ютерників та математиків). Також щорічно проводиться конкурс наукових проєктів для школярів з усього світу «Beamline for schools», переможці якого отримують можливість провести власні дослідження на прискорювачі частинок. Існують програми «обміну знаннями» між науковцями CERN та інженерами з різних країн, фінансуються численні розробки, що пристосовують розроблені в CERN технології до широкого вжитку. Раз на кілька років проводяться дні відкритих дверей, в інший час можливо відвідати CERN з організованою екскурсією, спеціальні екскурсії здійснюються для школярів та студентів.
Дані, зібрані експериментами на ВАК, за кілька років виставляються у відкритий доступ і можуть бути досліджені незалежними науковцями. Усі наукові публікації CERN перебувають у відкритому доступі та доступні з інформаційної системи CERN Document Server.
29 вересня 2023 року CERN повідомив про те, що сумарна місткість накопичувачів у її дата-центрах перевищила знакову позначку 1 Ебайт. Місткість сховища стабільно нарощувалася з 2010 року. У нинішньому вигляді система зберігання CERN поєднує близько 110 тис. стандартних накопичувачів. В основному це HDD, але кількість SSD невпинно зростає. Сховище використовує різні методи резервування та відновлення інформації, що гарантує збереження цінних даних.
Три науковці CERN за історію його існування були нагороджені Нобелівськими преміями з фізики: Карло Руббіа та Симон ван дер Мер у 1984 році, та Жорж Шарпак у 1992-му. Троє інших нобелівських лауреатів працювали в CERN: перший генеральний директор організації Фелікс Блох, а також Семюел Тінг та Джек Стейнбергер, але премії вони отримали за результати, отримані на іншому етапі своєї наукової кар'єри. Нобелівську премію 2013 року було видано Франсуа Англеру та Пітеру Хіггсу з формулюванням «за теоретичне відкриття механізму, який допомагає нам розуміти походження маси субатомних частинок й існування якого було доведено виявленням передбаченої елементарної частинки в експериментах ATLAS і CMS на Великому адронному колайдері в CERN» — таким чином, хоч премія і не була видана науковцям організації, їх заслуга була окремо відзначена у формулюванні нагороди.
20 березня 2024 року, CERN оголосив про те, що він припиняє співпрацю з сотнями фахівців, які пов’язані з російськими організаціями. А саме, представник CERN зазначив, що близько 500 вчених, які не мешкають у Швейцарії, більше не будуть залучатися до спільних досліджень.
З 30 листопада 2024 року, згідно повідомленням ресурсу Heise, CERN завершив багаторічну співпрацю з російськими вченими та інженерами, припинивши їхній доступ до Великого адронного колайдера. Це рішення стало наслідком агресії росії проти України, яку засудив CERN ще у березні 2022 року.

## Учасники

Країни-учасники CERN.
Засновники
Приєднались до CERN згодом

Країни-засновники, які в 1953—1954 роках підписали угоду про створення проєкту:
- Бельгія
- Данія
- Німеччина
- Франція
- Греція
- Італія
- Норвегія
- Швеція
- Швейцарія
- Нідерланди
- Велика Британія
- Югославія

Зміни серед країн учасниць після 1954 року:
- Австрія — приєдналась 1959 року;
- Югославія — покинула організацію 1961 року;
- Іспанія — приєдналась 1961 року, 1969-го покинула, 1983-го знову приєдналась;
- Португалія — приєдналась 1985 року;
- Фінляндія — приєдналась 1991 року;
- Польща — приєдналась 1991 року;
- Угорщина — приєдналась 1992 року;
- Чехія — приєдналась 1993 року;
- Словаччина — приєдналась 1993 року;
- Болгарія — приєдналась 1999 року;
- Ізраїль — приєднався 2014 року;
- Румунія — приєдналась 2016 року;
- Сербія — приєдналась 2019 року.

Організації та країни зі статусом спостерігача:
- Європейська комісія
- ЮНЕСКО
- США
- Росія та Об'єднаний інститут ядерних досліджень — CERN припиняє співпрацю з 2024 року, після закінчення терміну діючої угоди[48]
- Японія

Асоційовані члени:
- Туреччина (з 2015 року);
- Пакистан (з 2015 року);
- Кіпр (з 2016 року, кандидат на повноцінне членство);
- Україна (з 2016 року)[49];
- Словенія (з 2017 року, кандидат на повноцінне членство);
- Індія (з 2017 року);
- Литва (з 2018 року);
- Хорватія (з 2019 року).

## Участь України у Європейській організації ядерних досліджень
Не будучи членом CERN, Україна брала участь у низці здійснюваних там наукових проєктів.
Учасники засідання Президії НАН України 9 вересня 2009 року заслухали та обговорили доповідь Геннадія Зінов'єва про стан та перспективи співробітництва установ НАН України з CERN. Президія НАН України відзначила, що низка установ і окремі науковці НАНУ взяли участь в оснащенні великого адронного колайдера. Це свідчить про високий рівень розробок науковців України, в яких зацікавлена світова наукова спільнота, що працює в CERN. Разом з тим обсяги співпраці установ НАН України та й в цілому наукових закладів нашої країни з CERN залишаються вкрай недостатніми. Це насамперед пов‘язано з відсутністю на сьогодні відповідної угоди між Україною та CERN. Але й самі установи Академії мають значно активніше працювати над розширенням наукового співробітництва з цим європейським центром. Необхідно, щоб Академія взяла активну участь у проведенні переговорів з CERN щодо укладення нової двосторонньої угоди про співпрацю України з цим центром.
- Дата набуття Україною членства: 05.10.2016 р.
- Підстава для набуття членства в міжнародній організації: Закон України від 02.09.2014 № 1666-VII «Про ратифікацію Угоди між Україною та Європейською організацією ядерних досліджень (ЦЕРН) стосовно надання статусу асоційованого члена в ЦЕРН»[51].
- Статус членства: Асоційований член.
- Характер фінансових зобов'язань України: Сплата щорічного членського внеску.
- Джерело здійснення видатків, пов'язаних з виконанням фінансових зобов'язань: Державний бюджет України.
- Вид валюти фінансових зобов'язань: Швейцарський франк.
- Обсяг фінансових зобов'язань України на 2017 рік: 1 006 750,00.
- Обсяг невиконаних Україною у попередні роки фінансових зобов'язань: 16 817,01.
- Центральний орган виконавчої влади, відповідальний за виконання фінансових зобов'язань: Міністерство освіти і науки України[52].

Українські науковці є членами наукових колаборацій ALICE, CMS, LHCb на Великому адронному колайдері, а також працюють над кількома запланованими експериментами. У Харківському фізико-технічному інституті розташовано один з Tier-2 центрів для обробки даних з експерименту CMS.